# Larkin Building
Le Larkin Building a été conçu en 1904 par Frank Lloyd Wright et construit en 1906 pour le Soap Company Larkin, à Buffalo, New York. Le bâtiment de cinq étages est en briques rouges. Autrefois un immeuble de bureaux situé au 680 Seneca Street, le Larkin Building a été démoli en 1950.
Bien que ses façades laissent paraître une allure massive, le bâtiment est construit grâce à une ossature métallique invisible de l'extérieur, revêtue de briques. Seules les cages d'escaliers aux quatre angles sont en maçonnerie portante. Cela créé une opposition importante entre l'aspect massif du dehors et la légèreté et la luminosité intérieures.

## Galerie

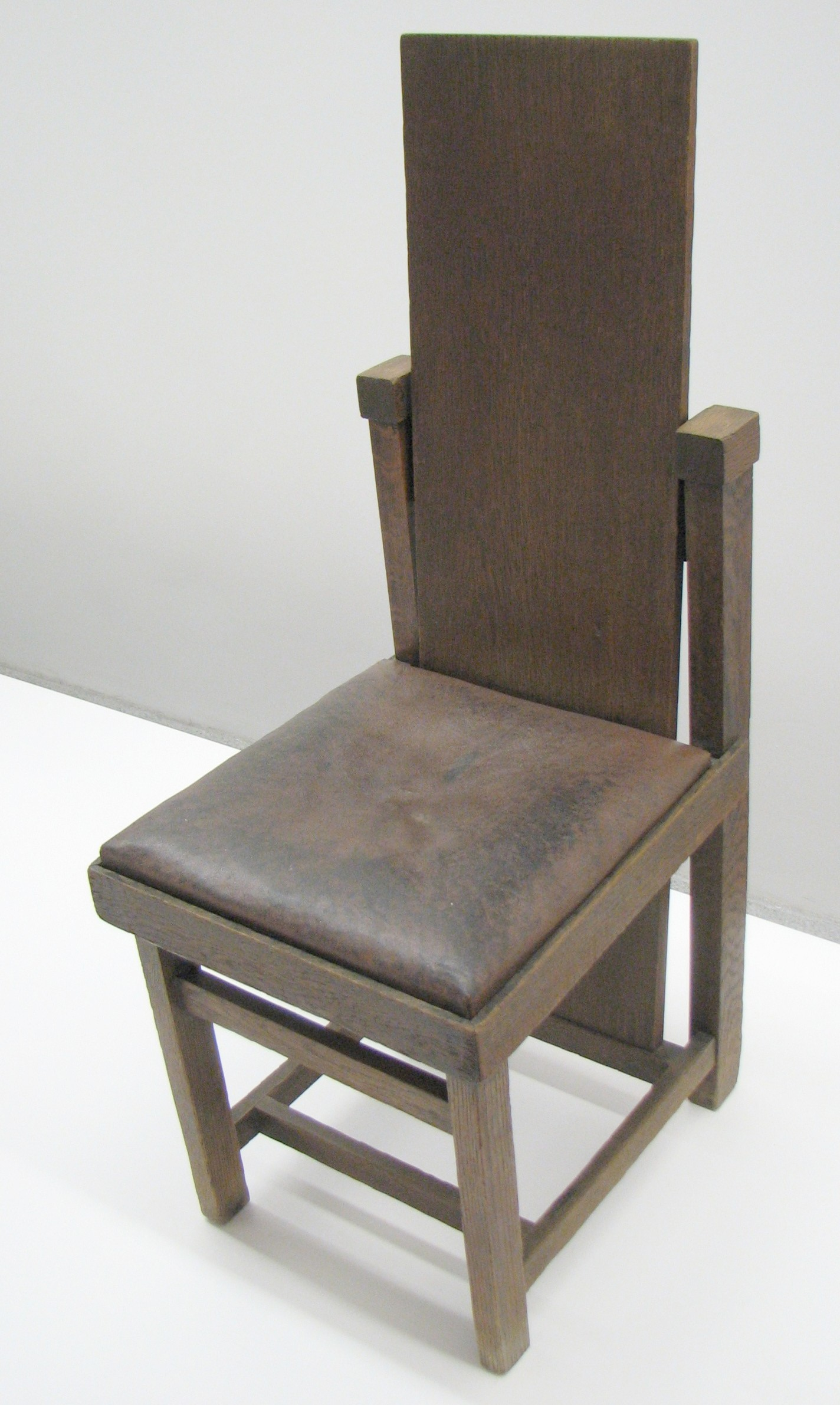
Chaise créée par Frank Lloyd Wright en 1903.
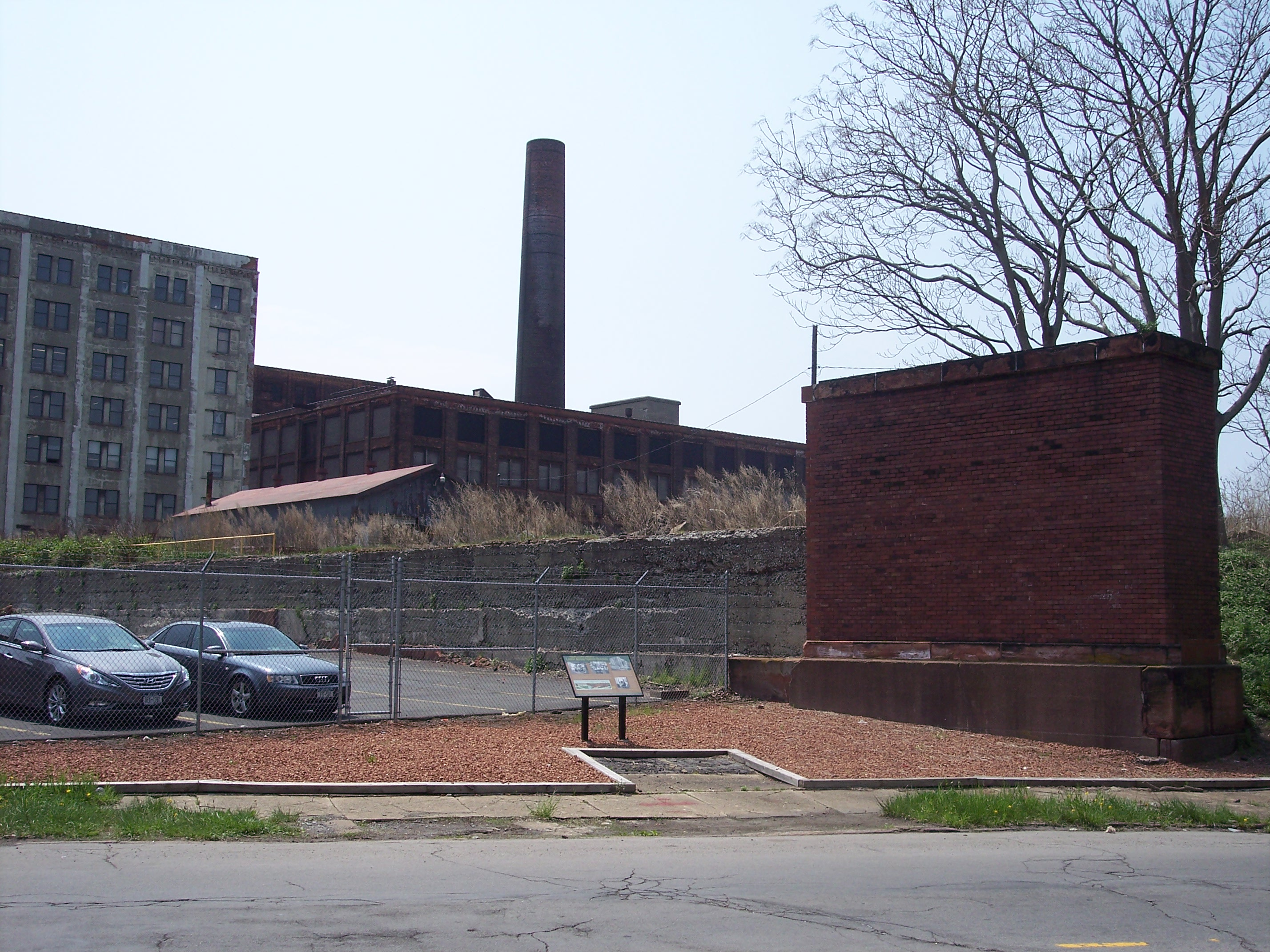
Les restes du bâtiment.
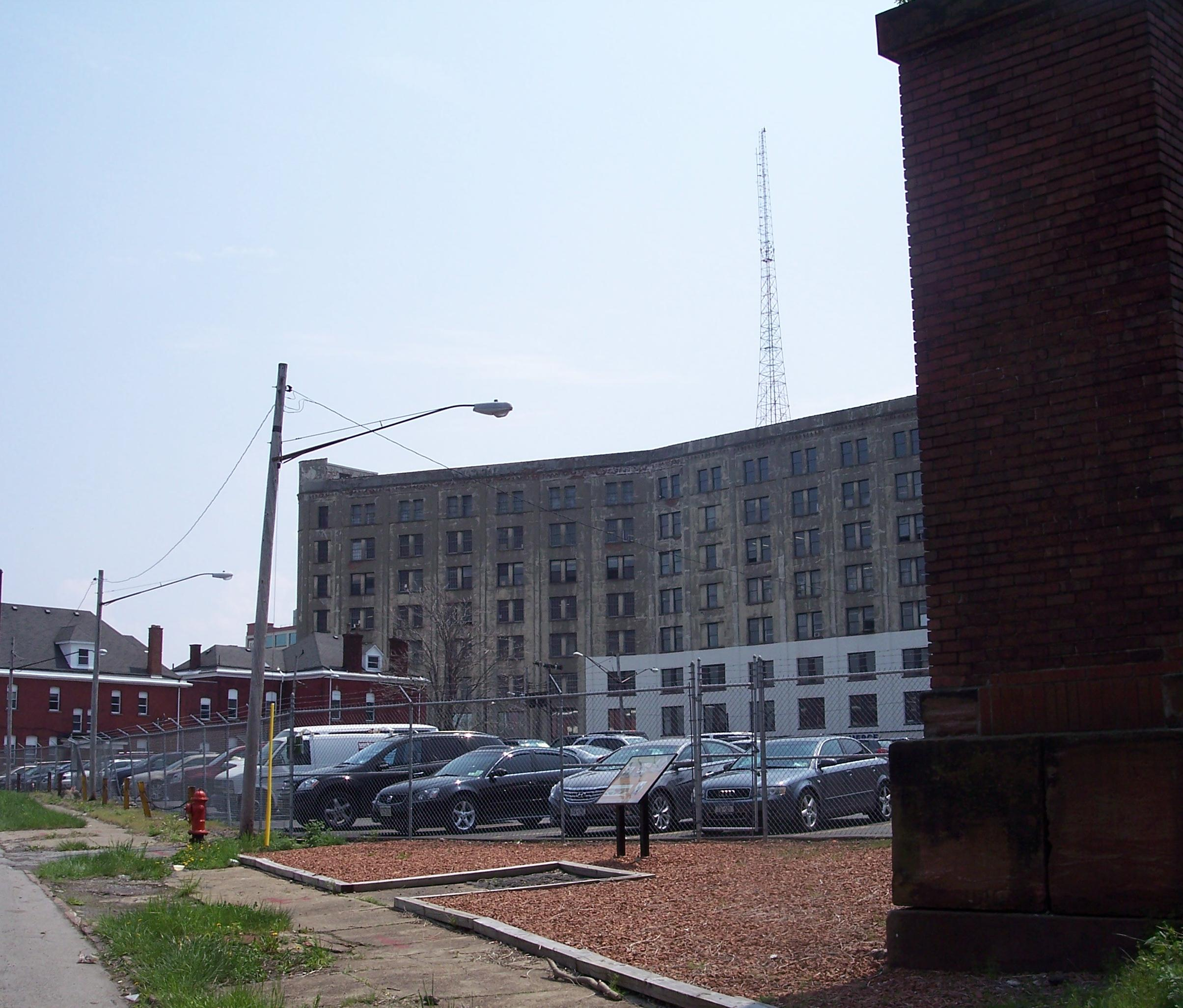
Les restes du bâtiment.
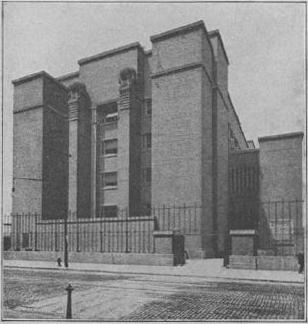
Le Larkin Building en 1919.
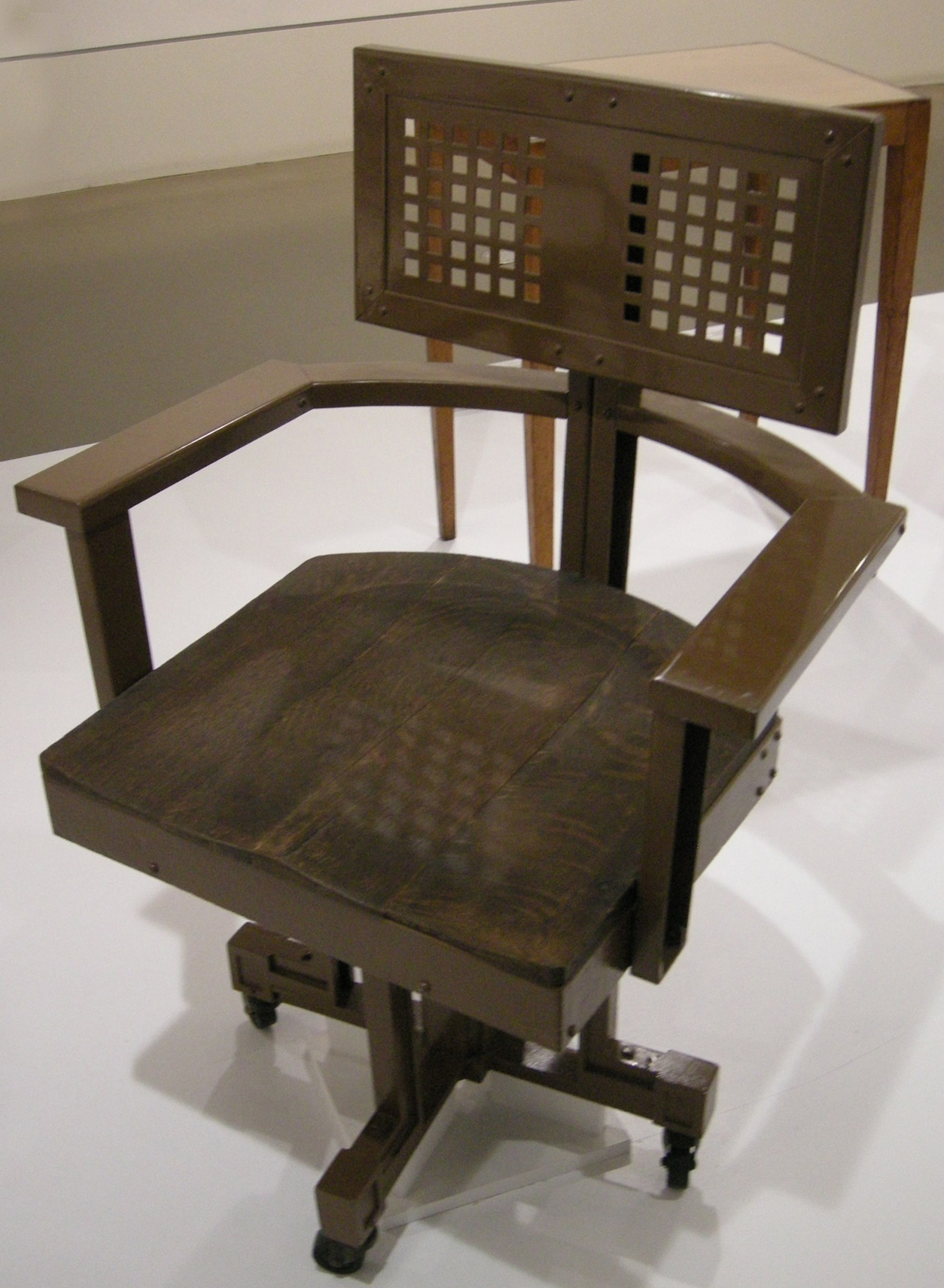
Chaise créée par Frank Lloyd Wright en 1904-1906.